# Claremorris
Claremorris (irisch Clár Chlainne Mhuiris) ist eine Landstadt in der Republik Irland. Sie liegt im Südwesten des County Mayo in der Provinz Connacht, an der Kreuzung der beiden Nationalstraßen N17 und N60, zwischen Castlebar im Nordwesten und Roscommon im Südosten.
Die Einwohnerzahl von Claremorris (ohne Umland) wurde beim Census 2022 mit 3857 Personen ermittelt; dies ist eine Verdoppelung gegenüber den 1914 Personen seit der Zählung 1996.

## Bahnanschluss
Im Gegensatz zu vielen anderen irischen Ortschaften ist Claremorris nicht nur durch Bus Éireann überregional angebunden, sondern über Iarnród Éireann auch an den Schienenverkehr in Irland angeschlossen; der Bahnhof der Stadt wurde am 19. Mai 1862 eröffnet. Es bestehen Bahnanschlüsse nach Westport, Ballina und Dublin; die Nebenstrecke nach Ballinrobe wurde jedoch stillgelegt.

## Persönlichkeiten
- John D’Alton (1882–1963), römisch-katholischer Geistlicher, Erzbischof von Armagh
- Richard Finn (1912–1989), römisch-katholischer Ordensgeistlicher und Bischof von Ibadan
- Patrick Joseph Morley (1931–2012), Politiker
- John Coakley (* 1949), Politikwissenschaftler und Hochschullehrer
- Patrick Cassidy (* 1956), Komponist
- Cameron Hanley (* 1973), Reitsportler
- Lucinda Creighton (* 1980), Politikerin